# Barreau de Liège-Huy

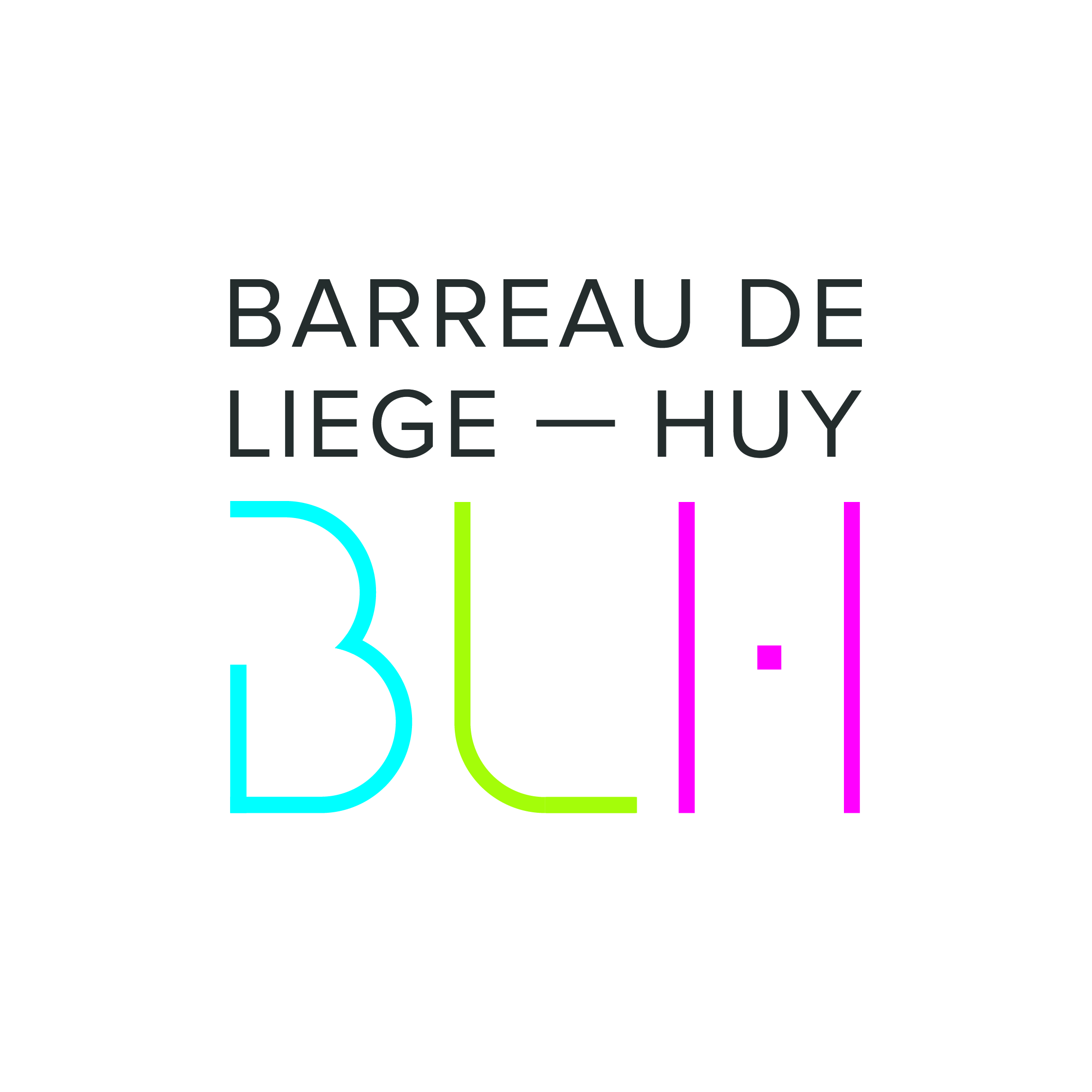
logo du barreau de Liège-Huy

Le barreau de Liège-Huy est actuellement composé de 1 093 avocats qui se décomposent en 907 avocats inscrits au tableau de l'Ordre, un avocat communautaire et 185 avocats stagiaires. Il compte également vingt-sept avocats établis principalement dans un autre barreau mais possédant un cabinet secondaire à Liège et 255 avocats honoraires (titre honorifique accordé à d'anciens avocats qui n'exercent plus la profession d’avocat).
Les avocats inscrits au tableau et les avocats stagiaires forment l'Ordre des avocats. Ils élisent chaque année le Bâtonnier et les conseillers de l’Ordre qui forment le conseil de l’Ordre. 
L’Ordre des avocats est un ordre professionnel instauré par le Code judiciaire dont le numéro d’entreprise enregistré à la BCE[Quoi ?] est le 0850.043.761.
Il a son siège au Palais de justice, au no 16 de la place Saint-Lambert.
Ses règles déontologiques sont disponibles en ligne.

## Historique
Les origines du barreau de Liège et de la profession d’avocat sont lointaines. Il faut remonter à la période où la province de Liège dépendait de la France pour en connaître ses premiers balbutiements.
Dans les provinces belges, l’Ordonnance d’Albert et Isabelle pour le Conseil souverain de Brabant du 13 avril 1604 énonce que l’avocat doit jurer de « porter en tous lieux et en toute circonstances honneur et révérence à Monsieur le Chancelier et autres seigneurs du Conseil…, servir loyalement et diligemment (ses) maîtres, … n’accepter et ne défendre aucune cause qu’(il) sait être mal fondée… »
La profession d’avocat va évoluer au fil du temps et va même finir par disparaître avec la suppression du Conseil souverain de Brabant lors de l'annexion des anciens Pays-Bas à la France en 1795.
C'est Napoléon qui rétablira les avocats par sa loi du 13 mars 1804. Cependant, ces derniers ne représentent plus les parties et ne peuvent plaider, librement, qu’aux côtés d'un avoué, auxiliaire de justice.
Après bien des efforts, les anciens avocats obtiennent de Napoléon le rétablissement des barreaux et des Ordres d'avocats par le décret du 14 décembre 1810. L'Ordre se compose alors des anciens avocats qui avaient survécu à la Révolution et de quelques défenseurs officieux.
Conformément au décret, un tableau a été dressé dans toutes les villes comptant au moins vingt avocats.
Liège établit dès lors, par le biais du bâtonnier Charles-François-Joseph de Warzée, le premier conseil de discipline le 12 septembre 1811.
Le barreau de Liège fut le premier en Belgique à créer un centre de médiation dont les activités ont débuté le 15 mars 1996.
Il est également le premier à avoir proposé à tous ses membres et donc aux justiciables, la consultation en lignedepuis octobre 2008.
Le barreau a créé le 23 septembre 2016 le centre d'arbitrage de l'Euregio et le 23 novembre 2016 le centre international de droit collaboratif. Ils sont chapeautés, avec le centre de médiation, par le centre des MARC.
Il s'est rapproché du barreau de Huy pour devenir, depuis le 1er septembre 2020, le barreau de Liège-Huy.

## International
Le barreau de Liège-Huy est membre d'organisations internationales comme l'Union internationale des avocats, la Fédération des barreaux d’Europe, Avocats sans frontières, la Coalition mondiale contre la peine de mort ou la Conférence Internationale des Barreaux de tradition juridique commune.
Il est jumelé avec les barreaux de Gand (Belgique), Bordeaux (France), Lyon (France), Paris (France), du Rwanda, de Kinshasa/Gombe (RDC) et de Cologne (Allemagne).

## Conseil de l'ordre
Le Bâtonnier est le chef de l'Ordre des avocats. Il convoque et préside l'assemblée générale des avocats (composée de tous les avocats des divisions de Liège et de Huy) et le conseil de l'Ordre.
Le conseil de l'Ordre est chargé :
- de sauvegarder l'honneur de l'Ordre des avocats,
- de maintenir les principes de dignité, de probité et de délicatesse qui font la base de leur profession et doivent garantir un exercice adéquat de la profession.

Constitué, pour la première fois, le 12 septembre 1811, le conseil est actuellement composé de la manière suivante :
Bâtonnier : Maître Sébastien OLIVIER
Ancien Bâtonnier : Maître Eric LEMMENS
Bâtonnier de division de Liège :Maître Alexandre BUCCO
Bâtonnier de division de Huy : Maître Géraldine DANLOY
Membres du conseil de l'Ordre  : (par ordre d'ancienneté au Tableau) : Maîtres Gisèle BERTHOLET, Fabrice GIOVANNANGELI, Léon LEDUC, Valérie GABRIEL, Stéphanie LOZIAK, Damien DESSARD, Sandrine EVRARD, Ingrid GOEZ, Audrey BELLENS, Sarah VAN DE WIJNGAERT, Charlotte VERBEECK, Mathilde RENTMEISTER, Laurine CORTHOUTS
Ses derniers bâtonniers ont été :
- Laurent Winkini (2022-2024)
- Pascal Bertrand (2021-2022)
- Bernard Ceulemans (2019-2021)
- Isabelle Tasset (2017-2019)
- François Dembour (2015-2017)
- André Renette (2013-2015)
- Éric Lemmens (2011-2013)
- Stéphane Gothot (2009-2011)
- Patrick Henry (2007-2009)
- Vincent Thiry (2005-2007)
- Didier Matray (2003-2005)
- Luc-Pierre Marechal (2001-2003)
- André Delvaux (1999-2001)
- Georges Rigo (1997-1999)
- Françoise Collard, première bâtonnière (1995-1997)
- Jean-Marie Defourny (1993-1995)
- Michel Mersch (1991-1993)
- Jacques Maisse (1989-1991)
- Michel Franchimont (1987-1989)
- Roger Rasir (1985-1987)
- Jacques Henry (1983-1985)
- Yvon Hannequart (1981-1983)
- René Thiry (1979-1981)
- Fernand Landrain (1977-1979)
- Lambert Matray (1976-1977)
- André Musch (1974-1976)
- Louis Aendekerk (1972-1974)
- Henri-Michel Hoven (1970-1972)
- Gustave Francotte (1902)
- M. Ansiaux (1901)
- M. Servais (1897-1898)
- M. Meistreit (1892)
- M. Clochereux (1888)
- Émile Dupont (à quatre reprises)

## Prix de l'innovation
Au printemps 2016, le barreau de Liège instaure un Prix de l'innovation ouvert aux avocats de la province (Liège, Huy, Verviers et Eupen).
Le Prix de l'innovation a pour objectif de promouvoir et récompenser une manière différente et créative de pratiquer ou de valoriser la profession d'avocat.
Lauréats:
- 2016[13]: Maître Jean Marot (Barreau de Huy)[14]